# Liste der Träger der Bürgermedaille der Stadt Nürnberg

Kleines Wappen der Stadt Nürnberg
Großes Wappen der Stadt Nürnberg

Die Liste führt die Träger der Bürgermedaille der Stadt Nürnberg auf.

## 1960
- Constantin Brunck (1884–1964), Konzertkritiker, Komponist
- Joseph Hemmersbach (1879–1961), Werkzeugmacher, Stadtrat, MdL
- Richard Hesse (1910–1992), städt. Sprengmeister
- Heinrich Stuhlfauth (1896–1966), Nationaltorwart des 1. FC Nürnberg

## 1961
- Hanns Baum (1900–1974), Begründer der Nürnberger Nothilfe
- Konrad Gröschel (1892–1971), Vorsitzender der Kreishandwerkerschaft
- Karl Kaspar (1881–1970), Chefarzt der Cnopf 'schen Kinderklinik
- Waldemar Klink (1894–1979), Chordirektor, Begründer der Singschule
- Georg Meier (1875–1962), Berufsschuldirektor
- Georg Merkel (1882–1968), Evangelischer Pfarrer, Kirchenrat

## 1962
- Lina Ammon (1889–1969), Wohlfahrtspflegerin, Stadträtin
- Hans Gänßbauer (1888–1973), Stadtmedizinaldirektor
- Rolf Kreutzer (1887–1976), Direktor der Firma J.S. Staedtler
- Fridolin Solleder (1886–1972), Staatsarchivdirektor

## 1963
- Martin Bächer (1878–1967), Armenrat
- Otto Barthel (1895–1975), Oberschulrat
- Karl Kellermann (1883–1967), Mitbegründer des VdK-Ortsverband Nürnberg
- Adolf Konrad (1880–1968), Abteilungsleiter im LAA Nürnberg
- Antonie Nopitsch (1901–1975), Vorsitzende des Deutschen Müttergenesungswerkes

## 1964
- Gustav Joseph (1901–1995), Geschäftsführer
- Hans Kirste (1893–1976), Arzt und Schriftsteller
- Friedrich Maser (1889–1976), Industrie- und Handelskammer Nürnberg
- Hans Raab (1889–1975), Schulreferent, berufsmäßiger Stadtrat
- Theo Ungerer (1899–1977), Geschäftsinhaber, Ehrenpräsident der Internationalen Zweirad Union

## 1965
- Schwester Gonsalva (Anastasia Kirner) (1898–1990), Pfarrschwester
- Hanns Feller (1895–1974), Bauinnungsmeister
- Elisabeth Schmidt (1884–1967), Krankenschwester
- Hermann Wilhelm (1897–1970), Maler und Akademie-Professor

## 1966
- Otto Döbereiner (1890–1969), Musikprofessor, Gründer des Nürnberger Madrigalchores
- Max Hintermayr (1893–1986), Industrieller, Erfinder und Stifter
- Thomas Kolb (1885–1975), Kommunalpolitiker in Reichelsdorf, Nürnberger Stadtrat
- Else Urlaub (1892–1972), Oberstudiendirektorin, Stadträtin

## 1967
- Hans Bühler (1903–1996), Generaldirektor der AEG
- Karl Diehl (1907–2008), Uhren-Großindustrieller und Stifter
- Christoph Lenz (1884–1975), Erzgießmeister

## 1968
- Adolf Hamburger (1900–1974), Schlächtereibesitzer
- Wilhelm Schwemmer (1901–1983), Direktor der Städtischen Kunstsammlungen
- Andreas Staudt (1893–1977), berufsmäßiger Stadtrat und Schulreferent
- Georg Gustav Wieszner (1893–1969), Oberstudiendirektor der Volkshochschule

## 1969
keine Verleihung

## 1970
- Fritz Erler (1899–1992), Klinik-Chef
- Wilhelm Riepekohl (1893–1975), Chefredakteur der Fränkischen Tagespost
- Franz Bauer (1901–1969), Erzieher und Mundartdichter

## 1971
- Karl Heil (1890–1980), Schulrektor
- Sebastian Jordan (1894–1973), Angestellter des Deutschen Gewerkschaftsbundes
- Babette Müller (1899–1982), Funktionärin des Arbeiter-Samariter-Bundes
- Baptist Reich (1907–1984), Kolonnenführer des Bayerischen Roten Kreuzes
- Heinz Schmeißner (1905–1997), berufsmäßiger Stadtrat, Baureferent
- Carl Weiß (1892–1974), Schulrektor

## 1972
- Hellmut Kunstmann (1908–1979), Facharzt und Historiker
- Fritz Scharlach (1901–1988), Präsident der Industrie- und Handelskammer Mittelfranken
- Jakob Schmitt (1910–1984), Steinmetzmeister, Bildhauer

## 1973
- Harald Clauß (1909–1984), Städtischer Baudirektor
- Franz Haas (1904–1989), Bürgermeister
- Helmuth Könicke (1905–1985), Vorsitzender der AFAG-Ausstellungsgesellschaft am Messezentrum
- Elisabeth Nägelsbach (1894–1984), Stadträtin, Funktionärin der Inneren Mission, MdL und Verfassungsrichterin

## 1974
- Elisabeth Bach (1908–1976), Städtische Angestellte, Stadträtin
- Friedrich Bergold (1899–1983), Rechtsanwalt, Stadtrat
- Friedrich Drescher (1906–1984), Direktor der Messehallen-GmbH
- Otto Kraus (1908–2001), 1. Bevollmächtigter der IG Metall/Nürnberg
- Karl Maly (1905–1985), Direktor des städtischen Jugendamtes
- Georg Mörsberger (1908–1983), Journalist, Lokalredakteur
- Franz Schlosser (1902–1974), Sporterzieher, Gewerkschafter, Stadtrat

## 1975
- Paul Baruch (1895–1988), Ehrenvorsitzender der Israelitischen Kultusgemeinde
- Gertrud Buschmann-Gerardi (1914–2002), Pressefotografin, Leiterin der Bildstelle des Hochbauamtes
- Agnes Gerlach (1888–1976), Frauenrechtlerin, Stadträtin
- Karl Borromäus Glock (1905–1985), Verleger, Buchhändler, Schriftsteller
- Paul Holzmann (1907–1985), Dekan der katholischen Kirche in Nürnberg, päpstlicher Hausprälat
- Fritz Kelber (1907–1985), Nürnberger Dekan der evang.-luth. Kirche, Kirchenrat

## 1976
- Andreas Egerer (1909–1985), Gastwirt
- Georg Gewinner (1902–1993), Katholischer Stadtpfarrer, Geistlicher Rat
- Josef Reindl (1896–1976), berufsmäßiger Stadtrat, Personalreferent
- Hans Wagner (1905–1992), Leiter der städtischen Altenversorgungsanstalten, Stadtrat

## 1977
- Josef Gütling (1901–1989), Elektroprüfer
- Richard Hüttner (1913–1982), Ehrenkommandant der Freiwilligen Feuerwehr Nürnberg
- Josef Ipfelkofer (1907–1984), Generaldirektor der Stadtwerke
- Gustav Lotz (1906–1991), Hotelbesitzer
- Otto Schweikart (1916–1987), Direktor des Caritas-Pirckheimer-Hauses
- Rudolf Strohbach (1907–1985), Direktor des Evang. Siedlungswerkes
- Anton Zahn (1895–1986), Schulrektor

## 1978
keine Verleihung

## 1979
- Leni Müller (1910–1988), Oberin i. R.
- Käte Reichert (1907–1983), Stadträtin, Geschäftsführerin der Arbeiterwohlfahrt
- Alwin Ulbricht (1909–1989), Volksschullehrer

## 1980
- Hans Bender (1912–1998), Schulrat
- Grete Leicht (1906–1994), Vorstandsmitglied der Arbeiterwohlfahrt
- Wilhelm Malter (1900–1993), Bankbeamter, Mundartdichter und Schriftsteller
- Hans Nützel (1904–1996), Schreinermeister, Stadtrat

## 1981
- Otto Frey (1900–1985), Presseberichterstatter
- Maria Löser (1921–2003), Altenbetreuerin
- Günter Steger (1913–2003), Professor, Oberveterinärdirektor
- Otto Müller (1909–2004), Kreisbeauftragter des Technischen Hilfswerkes Nürnberg

## 1982
- Christoph Freiherr von Imhoff (1912–1986), Schriftsteller und Journalist
- Karl Schäfer (1912–1991), Landtagsabgeordneter, Einzelhandelskaufmann, Vizepräsident des BLSV

## 1983
- Ferdinand Drexler (1912–1994), Vorsitzender des Bürgervereins Langwasser, MdL
- Karl Mikorey (1903–1987), Operetten-Sänger und Schauspieler

## 1984
- Horst Herold (1923–2018), ehem. Nürnberger Polizeipräsident, Präsident des Bundeskriminalamtes in Wiesbaden
- Julius Lincke (1909–1991), Stadtbaudirektor, Berater der Altstadtfreunde
- Friedrich Seegy (1909–1990), Architekt

## 1985
- Konrad Michel (1913–1987), Studioleiter (Sender Nürnberg)
- Ernst Walz (1909–1994), Widerstandskämpfer

## 1986
- Katharina Kränzlein (1920–2002), Angestellte und Sozialhelferin
- Anneliese Weth (1920–1994), ehrenamtliche Stadträtin
- Hans Baum (1920–1995), Präsident des Deutschen Bäckerhandwerkes und des europäischen Bäcker- und Konditoreiverbandes

## 1987
- Wilhelm Gensmantel (1919–2007), Werkzeugmacher, ehem. Mitglied des DGB-Kreisvorstandes Nürnberg
- Ulrich Geßler (1922–1990), Nephrologe, ehem. Vorstand der 4. Medizinischen Klinik des Klinikums Nürnberg
- Hermann Hecky (1923–1989), ehemaliger Vorsitzender des Bundes der Kriegsblinden Deutschland
- Hedwig Ort (1923–2015), Dipl.-Volkswirtin, 1. Vorsitzende der Verbraucherzentrale Bayern
- Johann Streitberger (1908–1995), ehrenamtlicher Stadtrat

## 1988
- Rudolf Bär (1913–2005), ehrenamtlicher Stadtrat, Betriebsratsvorsitzender bei der Firma MAN
- Helmut Bauereiß (1916–1990), Augenarzt
- Walter Braun (1913–1989), Ehrenpräsident der IHK, Honorarkonsul von Österreich, Senator im Bayerischen Senat
- Rosa Eck (1900–1991), Schneiderin, ehem. Vorsitzende des Nürnberger Hausfrauenbundes
- Manfred Hambitzer (1926–2019), Mitbegründer der „Integrationsrunde für Behinderte“

## 1989
- Gunda Fuchs (1912–2003), Vorsitzende der Arbeiterwohlfahrt - Ortsverein Ziegelstein
- Kurt Schmidtpeter (1911–1998), Sportpressefotograf
- Anita Schneider (1918–2010), Kursleiterin beim BRK Nürnberg
- Heinz Tschech (1918–1994), Kreisvorsitzender des Bayerischen Roten Kreuzes
- Wilhelm Wein (1916–1996), Mitbegründer des VdK Nürnberg

## 1990
- Hans Höllriegel (1918–2007), früherer Leiter der Verkehrswacht Nürnberg
- Karl Lindner (1918–2000), Vorsitzender des BLSV im Bezirk Mittelfranken
- Helene Müller (1927–2018), Diakonissenschwester, Sozialpflegerin
- Walter Rötsch (1920–2008), Kreisvorsitzender des BLSV

## 1991
- Walter Deindörfer (1927–2018), Beauftragter der evang.-luth. Kirche in Bayern für Kriegsdienstverweigerer und Zivildienstleistende
- Regina Faust (1920–1991), ehrenamtliche Stadträtin
- Georg Holzbauer (1928–1991), ehrenamtlicher Stadtrat, Bezirkstagspräsident
- Irmgard Müller (1929–2004), Gründerin und langjährige Vorsitzende des Förderkreises Bildende Kunst Nürnberg
- Wilhelm Schlegtendal (1906–1994), Architekt BDA

## 1992
- Heinrich Ermann (1920–2011), Direktor a. D. (Bayerischer Bauernverband)
- Bernhard Forster (1918–2007), Ehrenpräsident der Handwerkskammer für Mittelfranken
- Herta Künzel (1924–2013), Schwimmausbilderin bei der Deutschen Lebens-Rettungs-Gesellschaft
- Erich Wildner (1927–2011), ehrenamtlicher Stadtrat a. D.

## 1993
- Kurt Klutentreter (1911–2000), Mäzen
- Hermann Reil (1921–2007), Stadtrat und Kreishandwerksmeister a. D.
- Bruno Scheel (1909–1999), ehemaliger Vorsitzender des Bundes der Vertriebenen
- Karl Schmidbauer (1919–1999)
- Herta Werthner (1915–2011)
- Rudolf Wöhrl (1913–2010), ehemaliger Vizepräsident der IHK
- Fritz Wunschel (geb. 1927), ehemaliger Hauptgeschäftsführer der IHK

## 1994
- Wolfgang Buhl (1925–2014), früherer Leiter des Rundfunkstudios Nürnberg und Schriftsteller
- Johann Eschbach (1926–2011), 1. Vorsitzender des Stadtverbandes Nürnberg der Kleingärtner e.V.
- Christa-Maria Sievert (1925–2002), Stadträtin i. R. und Mitbegründerin des Bayerischen Hausfrauenbundes

## 1995
- Theo Schöller (1917–2004), Unternehmer und Mäzen
- Heinz Sebiger (1923–2016), Vorstandsvorsitzender DATEV

## 1996
- Karl Holzbauer SJ (1932–2004), Caritasdirektor i. R.
- Manfred Lindner (1918–2007), Ehrenvorsitzender der Naturhistorischen Gesellschaft
- Walter Lupp (geb. 1949), Vorsitzender des Hospiz Team Nürnberg e.V.
- Erich Mulzer (1929–2005), Vorsitzender der Altstadtfreunde Nürnberg e.V.

## 1997
keine Verleihung

## 1998
- Karin Loytved-Hardegg (1914–2007), ehemalige Vorsitzende des Deutschen Sozialwerkes e. V., Gruppe Nürnberg
- Alpay Sakar (1938–2005), Sozialarbeiter bei der Arbeiterwohlfahrt Nürnberg
- Helmut Stahl (1930–2005), Rektor a. D. der Georg-Simon-Ohm-Fachhochschule
- Ursula Wolfring (1926–2006), ehemalige stellvertretende DGB-Landes-Vorsitzende, 1. Vorsitzende des Stadtseniorenrates Nürnberg

## 1999
keine Verleihung

## 2000
- Lydia Bayer (1935–2000), ehemalige Leiterin des Spielzeugmuseums der Stadt Nürnberg
- Elisabeth Birkner (1926–2024), Frauenärztin, Initiatorin der Dr. Hans und Elisabeth Birkner-Stiftung
- Ingrid Wiesenmüller (geb. 1940), Vorsitzende des Kinderschutzbundes

## 2001
- Mehmet Ali Bencibara (1945–2014), ehemaliger Vorsitzender des Ausländerbeirates
- Gerd Große (1928–2013), ehrenamtliches Mitglied des Bayerischen Roten Kreuzes
- Walter Schatz (1932–2012), stellvertretender Chefredakteur i. R. der Nürnberger Nachrichten
- Hermann von Loewenich (1931–2008), Landesbischof i. R.

## 2002
- Helene Jungkunz (1932–2024), Bürgermeisterin von Nürnberg (1996–2002)
- Johann Kraußer (1934–2008), Vorsitzender der Arbeiterwohlfahrt Nürnberg
- Sieghard Rost (1921–2017), Landtagsabgeordneter a. D., ehemaliger Präsident des Hauses des Deutschen Ostens, München
- Ulrike Voss (geb. 1953), Gründungsmitglied der Initiative „Freie Flüchtlingsstadt Nürnberg“

## 2003
- Gertraud Ebbert (1935–2017), ehemalige Vorsitzende der Arbeitsgemeinschaft der Bürger- und Vorstadtvereine
- Werner Jacob (1938–2006), ehemaliger künstlerischer Leiter der Internationalen Orgelwoche
- Therese Mayerle (geb. 1961), Vorsitzende der Kreisgruppe im Bund Naturschutz Bayern
- Lothar Meier (geb. 1936), Kreisobmann a. D. im Bayerischen Bauernverband Nürnberg-Stadt
- Eva Mötsch (1914–2006), Trainerin und Kampfrichterin im Schwimmsport

## 2004
- Karl-Heinz Heimann (1924–2010), Sportjournalist
- Johann Lehner (1922–2013), Ingenieur
- Walter Schätzlein (1935–2015), Büroleiter der Nürnberger Filiale der IDUNA-Versicherung
- Robert Schedl (1926–2007), 1. Bevollmächtigter der GdED Nürnberg
- Henriette Schmidt-Burkhardt (1926–2014), Unternehmerin

## 2005
- Theo Kellerer (geb. 1935), Stadtdekan i. R.
- Georg Kugler (1922–2009), Ehrenvorsitzender Festausschuss Nürnberger Fastnacht
- Helmuth Schaak (1924–2021), Unternehmer
- Bernd Scherer (1942–2020), Ökologe

## 2006
- Barbara Geier-Häckh (geb. 1953), Mitbegründerin der Bürgerinitiative „Mütter gegen Atomkraft“
- Gernot Leistner (1934–2021), Rennleiter Noris Ring Nürnberg
- Herbert Maas (1928–2014), Mundartdichter
- Erich Schroll (1930–2023), ehem. 1. Vorsitzender des ASC Boxdorf und Spielleiter des Fußballbezirks Mittelfranken

## 2007
- Ilse Bickel (1933–2024), Vorsitzende des 1. Seniorenchores Nürnberg
- Roman Müller (1930–2016), Präsident der Eibanesen e.V.
- Franz Rosenbach (1927–2012), Gründungsmitglied des Verbandes Deutscher Sinti und Roma, Landesverband Bayern e.V./Nürnberg
- Juliane Sommer (geb. 1937), Leiterin der Seniorenbegegnungsstätte Gartenstadt e.V.

## 2008
- Toni Burghart (1928–2008), Künstler (Maler und Grafiker)
- Hermann Glaser (1928–2018), berufsmäßiger Stadtrat (Schul- und Kulturreferent)
- Ursula Heublein (geb. 1937), Leiterin des Seniorenclubs des Postsportvereins Nürnberg
- Lothar Wittmann (geb. 1937), Mitbegründer des ComputerClubs Nürnberg

## 2009
- Kamile Erdemir (geb. 1947), Gründerin und Vorsitzende des Vereins TIM (türkisch-deutscher Verein zur Integration behinderter Menschen in Nürnberg)
- Brigitta Heyduck (geb. 1936), Künstlerin (freischaffende Grafikerin und Malerin)
- Manfred Mägerlein (geb. 1943), ehrenamtlicher Vorsitzender des Arbeiter-Samariter-Bundes
- Gunther Oschmann (geb. 1940), Unternehmer

## 2010
- Adil Kaya (geb. 1967), Organisator Türkische Filmtage in Nürnberg
- Horst Klaus (1930–2023), ehem. Bevollmächtigter der IG-Metall Nürnberg
- Karl Pabst (geb. 1935), Stadtrat a. D., ehem. Kreishandwerksmeister und Obermeister Bäckerinnung
- Friedl Schöller (1924–2014), Unternehmerin

## 2011
- Elisabeth Eigler (geb. 1937), Chefärztin für rehabilitative Medizin
- Fitzgerald Kusz (geb. 1944), freischaffender Künstler
- Erich Ude (1931–2018), Schauspieler
- Oskar Schlag (geb. 1935), Hotelier

## 2012
- Helmut Bloß (1939–2015), Stadtrat a. D.
- Michael Dürschner (1937–2021), ehemaliger Vorsitzender des Vereins für Menschen mit Körperbehinderung Nürnberg e. V.
- Rosemarie Geier (geb. 1934), Gründungsmitglied und 2. Vorsitzende des Vereins der Angehörigen psychisch Kranker e. V.
- Karl-Heinz Wolfram (geb. 1947), ehem. Leiter des Sprengkommandos Nürnberg und des Kampfmittelbeseitigungsdienstes

## 2013
- Werner Behringer (geb. 1939), Nürnberger Gastronom
- Bertold Kamm (1926–2016), Vizepräsident des Bayerischen Landtags und Zeitzeuge
- Klaus Schamberger (geb. 1942), Journalist und Schriftsteller
- Karl-Heinz Thume (1938–2022), ehem. Vorsitzender des Katholikenrates und Richter a. D.

## 2014
keine Verleihung, da Verleihung der Ehrenbürgerwürde im Oktober an: Dr. Günther Beckstein (Ministerpräsident a. D.), Renate Schmidt (Bundesministerin a. D.) und Bruno Schnell (Verleger Nürnberger Zeitungen).

## 2015
- Ruth Angermeyer (geb. 1953), Trainerin im karnevalistischen Tanzsport
- Horst Förther (1950–2016), Bürgermeister i. R.
- Hans Paul Seel (geb. 1943), Stadtrat a. D. und stv. Fraktionsvorsitzender der CSU-Stadtratsfraktion
- Gülseren Suzan-Menzel (geb. 1951), Gründerin des Deutsch-Türkischen Frauenclubs Nordbayern

## 2016
- Horst Göbbel (geb. 1944), Vorsitzender des „Haus der Heimat Nürnberg“ und Mitglied in der Kommission für Integration der Stadt Nürnberg
- Michael Krennerich (1965–2024), Privatdozent am Lehrstuhl für Menschenrechte und Menschenrechtspolitik der FAU Erlangen-Nürnberg und 1. Vorsitzender des Nürnberger Menschenrechtszentrums sowie Mitbegründer und Herausgeber der „Zeitschrift für Menschenrechte“
- Inge Lauterbach-Dammler (1938–2023), ehemalige Vorstandsvorsitzende der Altstadtfreunde Nürnberg sowie ehem. Präsidentin des ZONTA Club Nürnberg Area
- Hans-Peter Schmidt (geb. 1942), ehem. Vorstandsvorsitzender der Nürnberger Versicherung, Honorarkonsul der Tschechischen Republik

## 2017
- Rudolf Ceslanski (1933–2022), langjähriges Mitglied, von 1996 bis 2013 2. Vorsitzender und zuletzt 1. Vorsitzender der Israelitischen Kultusgemeinde Nürnberg
- Peter Dickopp (1935–2023), Gründungsmitglied von CONORIS - Verein zur Förderung der Städtepartnerschaft Cordoba-Nürnberg e.V. und Förderer des interkulturellen Zusammenlebens
- Dieter Kempf (geb. 1953), ehem. Vorstandsvorsitzender der DATEV eG und Vorstandsmitglied der Freunde der Staatsoper Nürnberg e.V.
- Antje Rempe (geb. 1946), Mitbegründerin und Vorsitzende des Städtepartnerschaftsvereins Charkiw-Nürnberg mit jahrzehntelangem Einsatz für Völkerverständigung, Jugendaustausch und soziale Projekte

## 2018
keine Verleihung, da Verleihung der Ehrenbürgerwürde an Dani Karavan.

## 2019
- Gisela Hoffmann (geb. 1949 in Hersbruck), Lehrerin, Gründungsmitglied und künstlerische Leiterin des Gostner Hoftheaters
- Gerhard Schmelzer (geb. 1951 in Neuendettelsau), Unternehmer (alpha Gruppe) und Mäzen
- Roland Straub (geb. 1960), ehrenamtlicher Naturschutzwächter und Mitglied im Naturschutzbeirat der Stadt Nürnberg sowie beim Bund Naturschutz
- Jürgen Wechsler (geb. 1955 in Schwanstetten), Gewerkschafter der IG Metall

## 2022
- Ingrid Hofmann-Heinrich (geb. 1954 in Hiltpoltstein), Unternehmerin
- Leibl Rosenberg (geb. 1948 in Lagerlechfeld), NS-Raubgutforscher der „Sammlung Israelitische Kultusgemeinde“
- Hubert Rottner Defet (geb. 1951 in Nürnberg), Umweltschützer und Ökologie-Messe-Veranstalter
- Horst Schmidbauer (1940–2024), Stadtrat, Mitglied des Bundestags und Vorsitzender der Nürnberger Lebenshilfe

## 2023
- Ismail Baloglu (* 1953), Orthopäde und Sportmediziner
- Elisabeth Most (* 1956), Architektin
- Susanne Kentner-Hofmann (* 1952), Psychologin
- Ilse Weiß (* 1960), Sozialwissenschaftlerin und Journalistin

## 2024
- Irmgard Badura
- Jo-Achim Hamburger
- Angelika Weikert
- Hans Rudolf Wöhrl

## 2025
- Peter Brandmann
- Peter Küfner
- Meral Akkent
- Nanette Lehner
- Helmut Sörgel